# Camilo Ponce Enríquez (ciudad)
Camilo Ponce Enríquez es una ciudad y parroquia del Cantón Camilo Ponce Enríquez, en la Provincia de Azuay, Ecuador. La parroquia tiene una superficie de 268,76 km² y según el censo ecuatoriano de 2022 tiene una población total de 10 015 habitantes.

## Historia
El primer emplazamiento del que se tiene registro en el sitio geográfico del actual cantón fue el caserío denominado «Río Siete de Mollepongo».
El 22 de agosto de 1959, este adquirió la categoría de parroquia del Cantón de Santa Isabel. En 1988, la parroquia pasó a ser parte de la jurisdicción del recién fundado cantón de Pucará. Finalmente, el 28 de marzo de 2002, se constituyó en el Cantón Camilo Ponce Enríquez. El lugar tomó su nombre como sede administrativa y como parroquia urbana. Lleva el nombre de Camilo Ponce Enríquez (1912-1976), presidente de Ecuador de 1956 a 1960.

## Ubicación
La Parroquia está ubicada en el extremo oeste de la provincia del Azuay. El área incluye las estribaciones occidentales de la Cordillera Occidental y se extiende hacia el oeste en la llanura costera. La capital está a solo 12 km del Golfo de Guayaquil. Por ella pasa la carretera troncal E25 (El Guabo–Naranjal). La Parroquia limita con el Río Gala al norte y el Río Machalera al sur. El área administrativa alcanza una elevación máxima de más de 2900 m s. n. m. en el este.
La Parroquia Camilo Ponce Enríquez limita al este con la Parroquia Pucará (en el cantón del mismo nombre), al sur con la Provincia de El Oro con la Parroquia Río Bonito (Cantón El Guabo), al oeste y noroeste con la Provincia del Guayas con la Parroquia Tenguel (Cantón de Guayaquil) y el Cantón de Balao y por el norte a la Parroquia El Carmen de Pijilí.